# بيبي كارثيلين
بيبي كارثيلين (بالإسبانية: Pepe Carcelén)‏ هو لاعب كرة قدم إسباني، ولد في 29 أبريل 1955 في البسيط في إسبانيا. لعب مع نادي ألباسيتي.